# Satan eurystomus
Satan eurystomus — єдиний вид роду Satan родини Ікталурові ряду сомоподібних. Інша назва «широкоротий сліпий сом». Дістав назву на честь сатани, оскільки живе у підземеллі.

## Опис
Загальна довжина сягає 13,5-13,7 см. Голова широка, череп хрящовий, не сильно окостенілий. Очі відсутні. Очні залишки надзвичайно зменшені в розмірах з дуже незначними або взагалі відсутніми слідами сітківки. Рот доволі широкий. Верхня щелепа довша за нижню. Тулуб широкий, порівняно масивний. Скелет слабко окостенілий. Плавальний міхур зменшений. Спинний плавець низький, невеличкий, його промені гіллясті. Грудні та черевні плавці помірно видовжені. Жировий плавець доволі довгий, низький. Анальний плавець широкий, за довжиною поступається лише жировому. Хвостовий плавець широкий, краї розділені.
Забарвлення бліде, пігментація відсутня.

## Спосіб життя
Є демерсальною рибою. Зустрічається в артезіанських свердловинах. Зустрічається на глибині 305—582 м. Увесь час проводить у темряві. Живиться переважно ракоподібними.

## Розповсюдження
Мешкає на території округу Беар штату Техас (США). Збереження цього виду знаходиться під загрозою через забруднення ґрунтових вод.